# رودني أدلر
رودني أدلر (بالإنجليزية: Rodney Adler)‏ هو شخصية أعمال أسترالي، ولد في 19 أغسطس 1959.